# Texola (Oklahoma)
Texola es un pueblo ubicado en el condado de Beckham en el estado estadounidense de Oklahoma. En el año 2010 tenía una población de 	36 habitantes y una densidad poblacional de 22,5 personas por km².

## Geografía
Texola se encuentra ubicado en las coordenadas 35°13′11″N 99°59′32″O / 35.21972, -99.99222 (35.219721, -99.992281).

## Demografía
Según la Oficina del Censo en 2000 los ingresos medios por hogar en la localidad eran de $32,500 y los ingresos medios por familia eran $31,875. Los hombres tenían unos ingresos medios de $28,750 frente a los $0 para las mujeres. La renta per cápita para la localidad era de $13,208. Alrededor del 23.1% de la población estaban por debajo del umbral de pobreza.